# 鬆糕 (浙江)

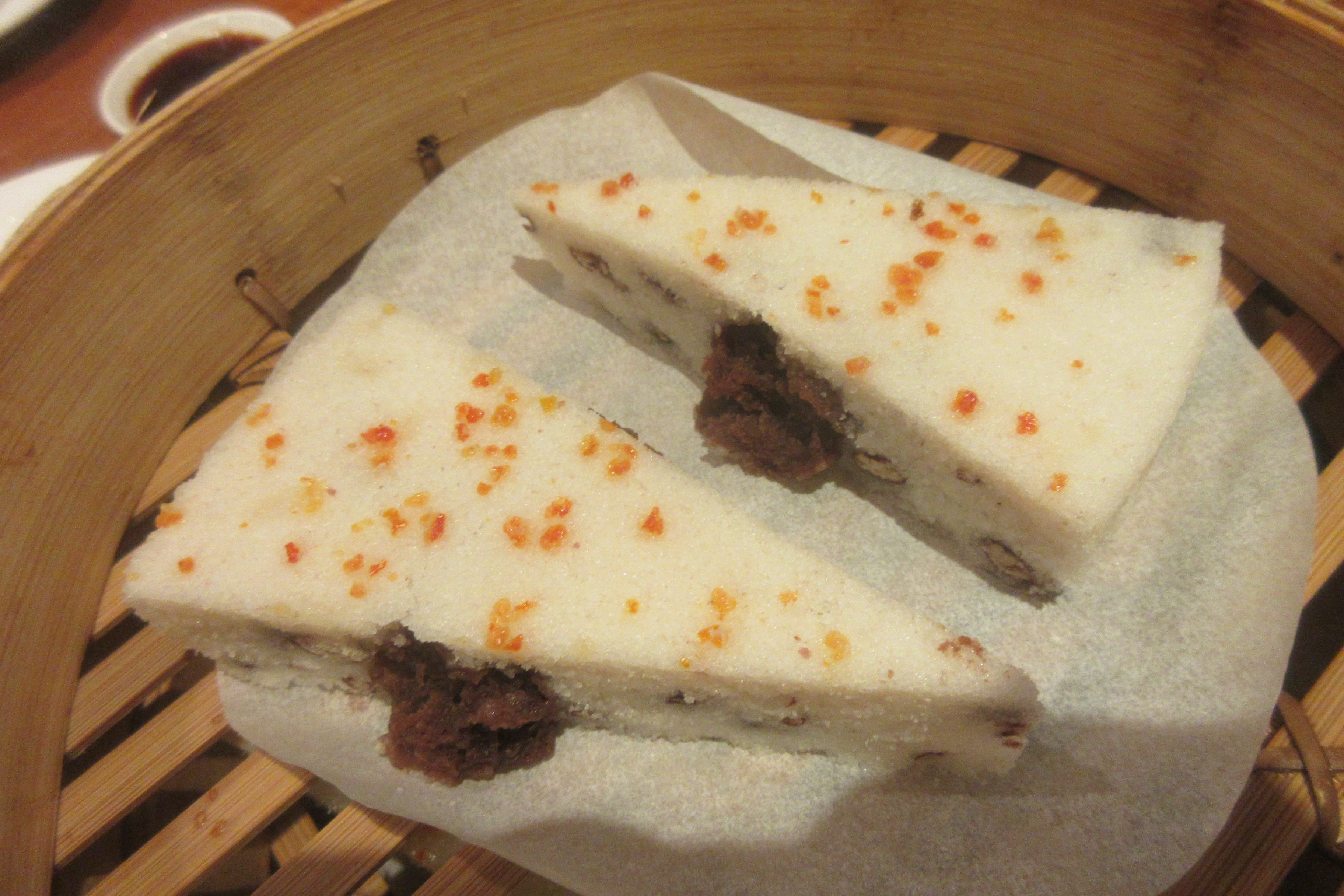

鬆糕是一种炊蒸而成的甜年糕，是浙江温州的传统点心，每年岁末「炊鬆糕」亦是温州春节民俗之一。
鬆糕用当年的纯糯米，拌以腌渍过的肥肉丁，加桂花和白糖后炊蒸而成，外形松软绵糯，口感甜中有咸。目前最有名气的专业作坊应为始于1943年的「矮人鬆糕」。